# Ciało
Ciało è un film del 2015 diretto da Małgorzata Szumowska.
È stato presentato in concorso al Festival di Berlino 2015, dove ha vinto l'Orso d'argento per il miglior regista.

## Distribuzione
Il film è stato presentato in anteprima il 9 febbraio 2015 in concorso alla 65ª edizione del Festival del cinema di Berlino. È stato distribuito nelle sale cinematografiche polacche da Kino Świat a partire dal 6 marzo dello stesso anno.

## Riconoscimenti
- 2015 - Festival del cinema di Berlino[3]
  - Orso d'argento per il miglior regista a Małgorzata Szumowska
  - In competizione per l'Orso d'oro
- 2016 - European Film Awards[4]
  - Premio del pubblico al miglior film europeo
- 2015 - European Film Awards[5]
  - Miglior montaggio a Jacek Drosio
  - Candidatura per il miglior regista a Małgorzata Szumowska